# Richard Savage
Richard Savage (London, 1697. január 16. – Bristol, 1743. augusztus 1.) angol költő.

## Életpályája
Macclesfield grófnő törvénytelen gyermeke révén, egy szegény asszonyhoz adták nevelőbe. Cipészinasként élt és mikor nevelőatyja halálakor megtudta származását, hiába kérte anyját, hogy fiául elismerje. Egy ízben civakodás közben James Sinclairt annyira megsebezte, hogy ez meghalt, amiért is halálra ítélték, de anyja akarata ellenére a királyné megkegyelmezett neki. Savage kicsapongó életet élt és az adósok börtönében halt meg. Nagy képzelőerőről és eredetiségről tanúskodnak The wanderer és The bastard című költeményei. Művei: Works, Londonban (1775, 2 kötet) jelentek meg. Savage életét Karl Gutzkow szomorújátékká dolgozta föl.